# Kung David

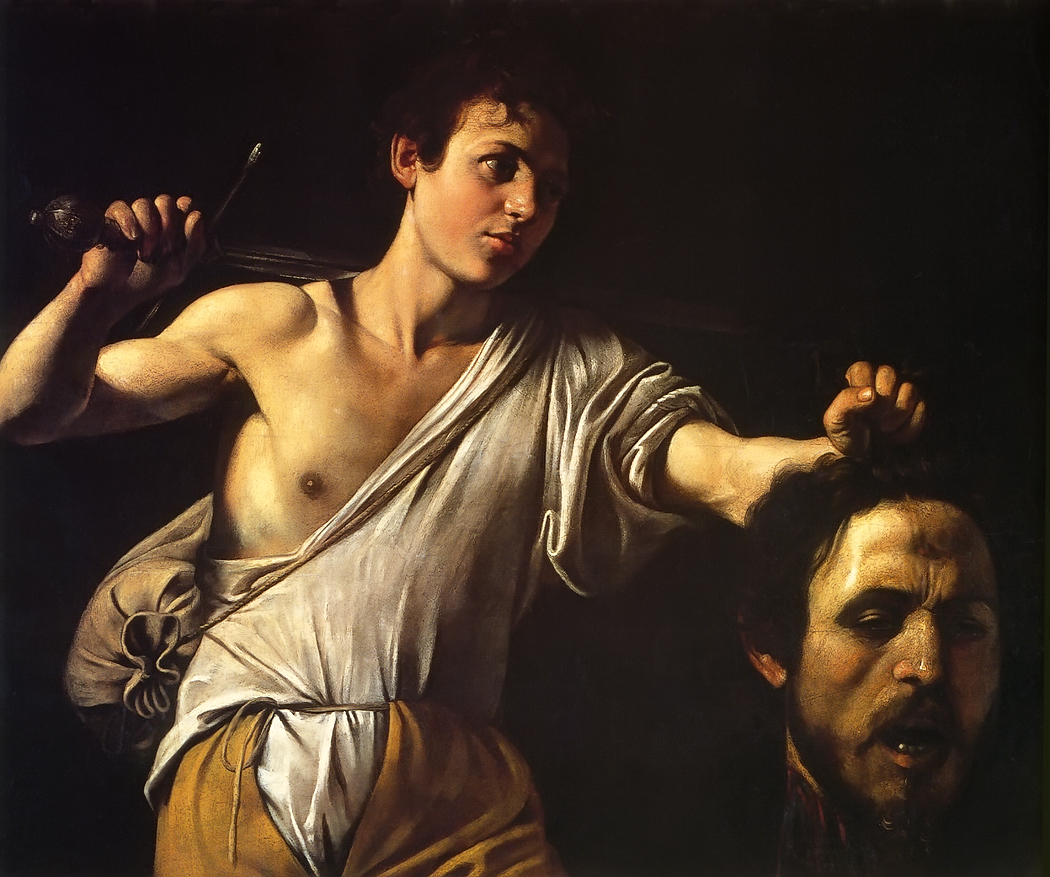
David och Goliat, målning av Caravaggio (1606–07).

David är en av de viktigaste gestalterna i Israels historia enligt Bibeln. Han var Israels andra kung. Av många betraktas David som en föregångare till Messias. Aposteln Matteus räknar upp 28 led från David till Jesus. Lukas inte mindre än 41.
I Nya Testamentet i Bibeln anges Jesus tillhöra Davids ätt och beskrivs på många sätt som hans arvtagare, lejonet av Juda stam och Davids rotskott. Hans liv dateras till 1040–970 f.Kr. och hans regeringstid över Juda var 1010–970 f.Kr.
Det finns inga skriftliga källor oberoende av Bibeln som med säkerhet nämner David. 
År 1993 hittades Tel Dan-fragmentet, som är en steninskription med bland annat den arameiska bokstavssekvensen "bytdwd." Detta kan tolkas på flera sätt men bland annat som "Davids hus". Även meshastelen som hittades i slutet på 1800-talet i Jordanien anses av vissa forskare omtala David. David är ofta avbildad som en tapper krigare, en poet och musiker som skrivit en stor del av de psalmer som ingår i Psaltaren. 

## David i Bibeln

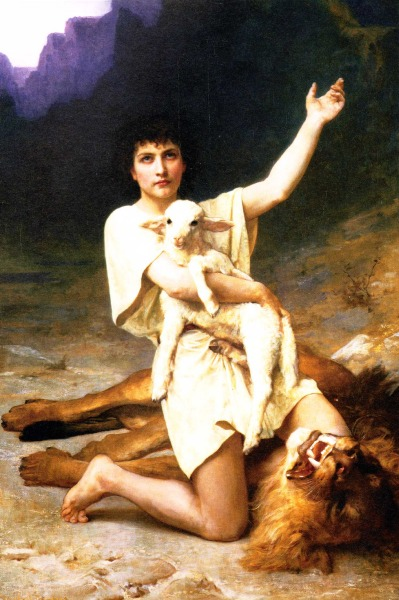
Herden David av Elizabeth Jane Gardner.

Under kung Sauls beskydd växte den brådmogne hjälten till dennes efterträdare, därtill vald av Gud och smord av profeten Samuel enligt Bibeln. David var den yngste, och av sina bröder föraktade, sonen i en familj med fåraherdar vid Betlehem. Hans far var Jishaj. David anlände till kung Sauls hov som harpspelare, för att lindra dennes anfäktelser av en ond ande. Fortfarande som ung pojke antog David utmaningen från filistéernas kämpe Goljat och dräpte honom med en slunga. David blev god vän med Sauls son Jonathan och skrev en numera berömd klagosång till dennes minne, en av många psalmer i Psaltaren som tillskrivs honom.
I alla ammonitiska städer sägs David ha tvingat "ut invånarna att arbeta med sågar, järnhackor och järnyxor, och somliga satte han att slå tegel", enligt Andra Samuelsboken 12:31 (Bibel 2000). Versen är svåröversatt, och under lång tid tolkades den som att David dödade invånarna. I 1917 års kyrkobibel står att han överlämnade dem åt eldguden Molok, och i 1883 års normalupplaga att han bland annat "brände dem upp uti tegelugnar".
David porträtteras i Bibeln på ett mångtydigt sätt. Dels finns bilden som en hänsynslös stridsman i de internationella relationerna, en äktenskapsbrytare som låter sin rival Uria dö på slagfältet, som blir osams med sin son, och förfaller till självförebråelse. Dels finns också bilden av en hängiven ledare som var mild mot meningsmotståndare, ärligt ångerfull vid sina brott och synder, återhållsam i konflikten med sonen Absalom, angelägen om sina medborgares bästa och älskade Gud. Han beskrivs som en man efter Guds eget hjärta i 1 Samuelsboken 13:14 och Apostlagärningarna 13:22.
David var både sångare och musiker och har tillskrivits ett stort antal klassiska dikter, essäer och psalmer. Han regerade som Israels kung i Hebron i sju år, därefter intog han Jerusalem och gjorde staden till huvudstad. Befästningen på berget Sion blev känd som Davids stad. Han utnämnde i slutet av sin fyrtio år långa regeringstid sin son Salomo till sin efterträdare. David dateras till första hälften av 900-talet f.Kr.

## David i islam
I Koranen nämns på 16 ställen en kung vid namn Daud som enligt Islam är identisk med Bibelns David. Koranens framställning av honom följer till viss del Bibelns (om än mycket mer knapphändig) men tonvikten ligger på att han är en muslimsk profet och en Guds kalif (Sura 38:26).